# Къща музей на Едгар Алън По (Балтимор)
Къщата музей на Едгар Алън По (на английски: Edgar Allan Poe House and Museum) в Балтимор, Мериленд е бивш дом на известния американски писател и поет Едгар Алън По през 1830-те.
Днес сградата е отворена за посетители като музей. Тя е и център на Обществото на Едгар Алън По в Балтимор.